# Pașcani (Criuleni)
Pașcani es una comuna y pueblo de la República de Moldavia ubicada en el distrito de Criuleni.
En 2004 la comuna tiene una población de 2331 habitantes, de los cuales 2213 son étnicamente moldavos-rumanos y 53 ucranianos. La comuna comprende los siguientes pueblos:
- Paşcani (pueblo), 890 habitantes;
- Porumbeni, 1441 habitantes.

Se conoce su existencia desde 1495.
Se ubica en la periferia septentrional de Chisináu, junto a la carretera M2.